# Vathek
Vathek (alternativamente intitulado Vathek, an Arabian Tale ou The History of the Caliph Vathek) é um romance gótico escrito por William Beckford. Foi composto em francês a partir de 1782, e depois traduzido para o inglês pelo reverendo Samuel Henley em cuja forma foi publicado pela primeira vez em 1786 sem o nome de Beckford como An Arabian Tale, From an Unpublished Manuscript, alegando ser traduzido diretamente do árabe. A primeira edição francesa, intitulada simplesmente Vathek, foi publicada em dezembro de 1786 (pós-datada de 1787). Durante o século XX, algumas edições incluíram The Episodes of Vathek (Vathek et ses épisodes), três contos relacionados que Beckford pretendia incorporar, mas foram omitidos da edição original e publicados separadamente muito depois de sua morte.

## Enredo

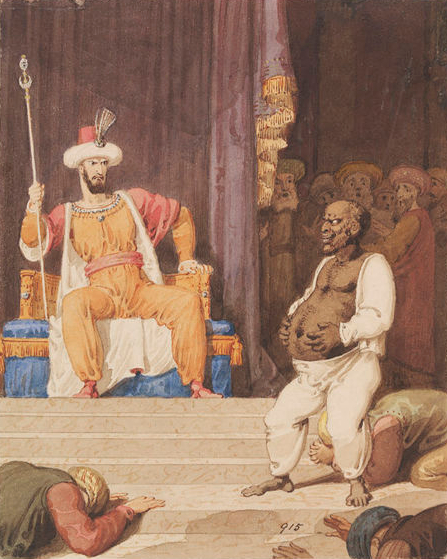
Vathek e Giaur, uma ilustração de Vathek de William Beckford em uma ilustração do final do século XVIII ao início do século XIX. Giaur está resistindo aos olhares raivosos e perigosos de Vathek sem a menor emoção, enquanto os cortesãos caem prostrados com seus rostos no chão.

Vathek, o nono califa dos Abássidas, ascendeu ao trono ainda jovem. Ele é um tirano inconstante e depravado, conhecido por sua sede insaciável por conhecimento, e frequentemente convida estudiosos para conversar com ele. Se ele não conseguir convencer o acadêmico de seus pontos de vista, ele tenta um suborno; se isso não funcionar, ele manda o acadêmico para a prisão. Para estudar melhor astronomia, ele constrói uma torre de observação com 11.000 degraus. O profeta Maomé observa Vathek do sétimo céu, mas decide não puni-lo, acreditando que o califa decadente causará sua destruição.
Um estranho hediondo a quem Vathek chama de "Giaur" chega a Samarra, alegando ser um mercador da Índia vendendo tesouros mágicos de Vathek, mas se recusa a revelar sua origem, fazendo com que Vathek o jogue na prisão. No dia seguinte, ele descobre que o mercador escapou e seus guardas da prisão estão mortos. Deprimido, Vathek perde o apetite e cai em um estupor bêbado. Sua mãe grega Carathis, uma praticante do Zoroastrismo, chega para confortá-lo.
Vathek desenvolve uma sede insaciável, que o giaur depois cura e os dois homens retornam a Samarra. Na corte, Vathek faz papel de bobo tentando beber mais que o Giaur, e comê-lo mais que ele; quando ele se senta no trono para administrar a justiça, ele o faz de forma desleixada. Seu primeiro vizir o resgata da desgraça sussurrando que Carathis havia lido uma mensagem nas estrelas prevendo um grande mal que se abateria sobre ele. Quando Vathek confronta o giaur, ele é recebido com risadas, enfurecendo Vathek que o chuta. O giaur é transformado em uma bola e Vathek obriga todos no palácio a chutá-lo. Então Vathek faz com que toda a cidade chute o giaur em um vale remoto. Vathek permanece na área e eventualmente ouve a voz de Giaur dizendo-lhe que se ele adorar Giaur e os jinns da terra, e renunciar aos ensinamentos do Islamismo, ele trará a Vathek grande conhecimento e as chaves para o "Palácio do Fogo Subterrâneo", onde Soliman Ben Daoud controla os talismãs que governam o mundo. 
Vathek concorda e prossegue com o ritual que o giaur exige: sacrificar cinquenta crianças da cidade. Em troca, Vathek receberá uma chave de grande poder. Vathek realiza uma "competição" entre as crianças dos nobres, declarando que os vencedores receberão presentes preciosos. Conforme as crianças se aproximam de Vathek para a competição, ele as joga dentro de um portal de ébano onde o giaur se banqueteia com o sangue delas. Isso enfurece os moradores de Samarra, e o acusa de assassinar suas crianças. Carathis implora a Morakanabad para ajudar a salvar a vida de Vathek; o vizir obedece e acalma a multidão.
Vathek fica impaciente com o giaur, e Carathis o aconselha a cumprir o pacto e sacrificar aos jinns da terra. Carathis o ajuda a preparar o sacrifício: ela e seu filho sobem até o topo da torre e misturam óleos para criar uma explosão de luz. O povo de Samarra confunde a fumaça que sobe da torre com fogo e corre para ajudar o califa, apenas para ser queimado vivo enquanto Carathis os sacrifica aos jinn. Carathis realiza outro ritual e descobre que para Vathek reivindicar sua recompensa, ele deve ir para Estacar.
Vathek parte com suas esposas e servos, colocando a cidade aos cuidados de Morakanabad e Carathis. Eventualmente, eles chegam às montanhas onde os anões islâmicos residem. Ele fica com eles e conhece seu Emir chamado Fakreddin, e a bela filha do emir, Nouronihar. Vathek quer se casar com ela, mas ela já está apaixonada e prometida a seu primo efeminado Gulchenrouz. O Emir e seus servos planejam proteger Nouronihar e Gulchenrouz drogando-os e escondendo-os em um vale perto de um lago. O plano tem sucesso temporariamente, mas quando eles acordam no vale, eles acreditam que morreram e estão no purgatório. Nouronihar fica curioso e quer explorar a área. Além do vale, ela encontra Vathek, que a seduz.
Em Samarra, Carathis não consegue descobrir notícias de seu filho lendo as estrelas. A esposa favorita de Vathek, a sultana Dilara, escreve a Carathis, informando-a de que seu filho quebrou a condição do contrato do giaur, ao aceitar a hospitalidade de Fakreddin no caminho para Estacar.  Ela pede para ele afogar Nouronihar, mas Vathek se recusa. Carathis então decide sacrificar Gulchenrouz, mas antes que ela possa pegá-lo, Gulchenrouz pula nos braços de um jinn que o protege. Naquela noite, Carathis ouve que Motavakel, irmão de Vathek, está planejando liderar uma revolta contra Morakanabad. Vathek continua sua jornada, chega a Roknabad, e degrada e humilha seus cidadãos para seu prazer.
Um jinn pede permissão a Maóme para tentar salvar Vathek de sua condenação eterna, com o que ele concorda. Ele assume a forma de um pastor santo que toca flauta para fazer os homens perceberem seus pecados. O pastor pergunta a Vathek se ele parou de pecar, avisa Vathek sobre o anjo caído Iblis. O pastor implora a Vathek que renuncie à sua maldade e retorne ao islamismo, para que não seja eternamente condenado. Em seu orgulho, Vathek rejeita a oferta e declara que renuncia ao islamismo.
Vathek chega a Estacar, onde o giaur abre os portões, e Vathek e Nouronihar entram em um lugar de ouro. O Giaur os leva a Iblis, que lhes diz que eles podem aproveitar o que quer que seu império tenha. Vathek pede para ser levado aos talismãs que governam o mundo. Lá, Soliman conta a Vathek que ele já foi um grande rei, mas foi seduzido por um Jinn e recebeu o poder de fazer com que todos no mundo obedecessem às suas ordens. Mas por causa disso, Soliman está destinado a sofrer no inferno por um período finito, mas vasto. Os outros presos devem sofrer o fogo em seus corações por toda a eternidade. Vathek pede ao giaur para libertá-lo, dizendo que ele abrirá mão de tudo o que lhe foi oferecido, mas o giaur se recusa. Ele diz a Vathek para aproveitar sua onipotência enquanto ela dura, pois em poucos dias ele será atormentado.
Vathek e Nouronihar ficam cada vez mais descontentes com o palácio das chamas. Vathek ordena que um ifrite busque Carathis do castelo. Enquanto o ifrit está trazendo Carathis, Vathek conhece algumas pessoas que estão, como ele, aguardando a execução de suas sentenças de sofrimento eterno. Três relatam a Vathek como eles chegaram ao domínio de Iblis. Quando Carathis chega, ele a avisa sobre o que acontece com aqueles que entram no domínio de Iblis, mas Carathis pega os talismãs do poder terrestre de Soliman de qualquer maneira. Ela reúne os Jinns e tenta derrubar um dos Solimans, mas Iblis decreta "Está na hora". Carathis, Vathek, Nouronihar e os outros habitantes do inferno perdem "o presente mais precioso concedido pelo céu - ESPERANÇA". Todos eles afundam em um estado de completa apatia, e um fogo eterno começa a queimar dentro deles.

## Personagens
VathekNono califa dos abássidas, que ascendeu ao trono em tenra idade. Sua figura era agradável e majestosa, mas quando zangado, seus olhos se tornavam tão terríveis que "o miserável em quem ele estava fixado imediatamente caía para trás e às vezes expirava" (1). Ele era viciado em mulheres e prazeres da carne, então ordenou que cinco palácios fossem construídos: os cinco palácios dos sentidos. Embora fosse um homem excêntrico, ele era versado nos caminhos da ciência, física, e astrologia. Seu pecado principal, a gula, pavimentou o caminho de sua condenação.
GiaurSeu nome significa blasfemador e infiel. Ele afirma ser um mercador indiano, mas na verdade ele é um Jinn que trabalha para o arqui-demônio Iblis. Ele guia Vathek e lhe dá instruções sobre como chegar ao palácio do fogo.
CarathisMãe de Vathek. Ela é uma mulher grega que é bem versada em ciência, astrologia, e magia oculta. Ela ensina todas as suas habilidades a Vathek e o convence a embarcar em sua busca por poder, o que eventualmente leva à sua condenação. Ao chegar ao inferno, Carathis corre descontroladamente, explorando o palácio, descobrindo seus segredos ocultos e até tenta encenar uma rebelião. No entanto, uma vez que sua própria punição é decretada, ela também perde toda a esperança e é consumida por sua culpa.
Emir FakreddinAnfitrião de Vathek durante suas viagens. Ele oferece a Vathek um lugar para ficar e descansar. Ele é profundamente religioso. Vathek trai sua hospitalidade ao seduzir sua filha.
NouroniharA filha do Emir, uma linda garota que está prometida a Gulchenrouz, mas é seduzida por Vathek e se junta a ele em seu caminho para a condenação.
GulchenrouzUm belo jovem com características femininas. Ele é sobrinho do Emir. Devido à sua inocência, ele é resgatado das mãos de Carathis e é autorizado a viver em eterna juventude em um palácio acima das nuvens.
BababaloukChefe dos eunucos de Vathek. Ele é astuto e age como um mordomo na jornada de Vathek.
MorakanabadO vizir leal e desavisado de Vathek.
SutlememeO eunuco chefe do Emir que serve como zelador de Nouronihar e Gulchenrouz.
DilaraA esposa favorita de Vathek.

## Termos usados da história e mitologia, como chamados na obra
- Ifrite – descrito como uma criatura comparável à Lâmia e à Medusa, retratado como o tipo mais cruel de demônio (div) em Vathek.[10]
- Balqis (Balkis em Vathek) (em hebraico: מלכת שבא, Malkat Shva; em ge'ez: ንግሥተ ሳባ, Nigist Saba; (ማክዳ mākidā); em árabe: ملكة سبأ, Malikat Sabaʾ) – a governante do antigo reino de Sabá mencionada na história de Habesha, na Bíblia Hebraica, no Novo Testamento, e no Alcorão. Ela é mencionada (sem nome) na Bíblia, nos Livros dos Reis e no Livro de Crônicas, como uma grande rainha que procura Salomão para descobrir se os contos de sua sabedoria são verdadeiros. Ela também é mencionada nas lendas judaicas como uma rainha com grande amor pelo aprendizado, nos contos africanos como "a rainha do Egito e da Etiópia" e na tradição muçulmana como Balqis, uma grande rainha de uma nação que adorava o sol e que mais tarde se converteu ao deus de Salomão. O historiador romano Josefo a chama de Nicaule. Acredita-se que ela tenha nascido em 5 de janeiro, em algum momento do século X a.C. A personagem foi modelada em Iblis ou Azazel e em Satã, no Satã de Paraíso Perdido de John Milton (1667 e 1674; veja Anjo caído).[11]
- Dive – uma criatura maligna, um demônio.
- Eunuco – um homem emasculado; o termo geralmente se refere àqueles emasculados para desempenhar uma função social específica.[12]
- Califa (Chalifa em Vatek) (do árabe خلافة khilāfa) – o chefe de estado em um califado, e o título para o líder da Ummah Islâmica, ou nação Islâmica global. É uma versão transliterada da palavra árabe خليفة Khalīfah que significa "sucessor" ou "representante". Os primeiros líderes da nação muçulmana após a morte de Maomé (570–632) foram chamados de "Khalifat ar-rasul Allah", que significa sucessor político.[13]
- Fortaleza de Arimã – uma referência à figura religiosa.[10](p116)
- Jinn – de acordo com a mitologia do Oriente Médio, eles governaram a Terra antes dos humanos. Eles são formados de matéria mais sutil que os humanos e igualmente capazes de salvação.[10](p101)
- Laila e Majnun – amantes famosos nas lendas do Oriente Médio.[14]
- Iblis (em árabe إبليس) – senhor dos anjos apóstatas, que foram lançados no submundo após se recusarem a se curvar diante de Adão.[10](p113)
- Monte Kaf – uma montanha lendária que circunda a Terra.[10](p116)
- Simurgue – um pássaro sábio e milagroso, amigável com "os filhos de Adão" e inimigo dos divs.[15]

### Cenário
A arquitetura é usada para ilustrar certos elementos do caráter de Vathek e para alertar sobre os perigos de exageros. O hedonismo e a devoção de Vathek ao prazer são refletidos nas alas de prazer que ele adiciona ao seu castelo, cada uma com o propósito expresso de satisfazer um sentido diferente. Ele constrói uma torre alta para promover sua busca por conhecimento. Esta torre representa o orgulho de Vathek e o desejo por um poder além do alcance dos humanos. Mais tarde, ele é avisado de que deve destruir a torre e retornar ao islamismo, ou arriscar consequências terríveis. O orgulho de Vathek vence, e no final sua busca por poder e conhecimento termina com ele confinado ao inferno.

## Significado literário e criticismo
Lord Byron citou Vathek como fonte para seu poema The Giaour. Em Childe Harold's Pilgrimage, Byron também chama Vathek de "o filho mais rico da Inglaterra". Outros poetas românticos escreveram obras com um cenário do Oriente Médio inspiradas por Vathek, incluindo Thalaba the Destroyer (1801) de Robert Southey e Lalla-Rookh (1817) de Thomas Moore. A visão de John Keats do submundo em Endymion (1818) é devedora do romance.
Edgar Allan Poe menciona o terraço infernal visto por Vathek em "Landor's Cottage". Stéphane Mallarmé, que traduziu os poemas de Poe para o francês, inspirado por essa referência em "Landor's Cottage", reimprimiu Vathek em seu francês original, para cuja edição ele também forneceu um prefácio. Em seu livro English Prose Style, Herbert Read citou Vathek como "uma das melhores fantasias da língua".
H. P. Lovecraft também citou Vathek como a inspiração para seu romance inacabado Azathoth. Acredita-se também que Vathek tenha sido um modelo para o romance completo de Lovecraft, The Dream-Quest of Unknown Kadath.
O autor de fantasia americano Clark Ashton Smith admirava muito Vathek. Smith escreveu mais tarde "The Third Episode of Vathek", a conclusão de um fragmento de Beckford que foi intitulado "The Story of the Princess Zulkaïs and the Prince Kalilah". "The Third Episode of Vathek" foi publicado no fanzine Leaves, de R. H. Barlow, em 1937, e mais tarde na coleção de Smith, The Abominations of Yondo, de 1960.
Vathek foi bem recebido por historiadores do gênero fantasia; Les Daniels afirmou que Vathek era "um livro único e encantador". Daniels argumentou que Vathek tinha pouco em comum com os outros romances "góticos"; "As imagens luxuriantes e o humor astuto de Beckford criam um clima totalmente antitético ao sugerido pelos castelos cinzentos e feitos negros da Europa medieval". Franz Rottensteiner chama o romance de "uma história maravilhosa, a criação de uma imaginação errática, mas poderosa, que evoca brilhantemente o mistério e a maravilha associados ao Oriente" e Brian Stableford elogiou a obra como o "romance clássico Vathek—uma fantasia decadente/árabe febril e alegremente perversa".

## Adaptações
George Yeilding MacMahon publicou sua adaptação dramática de Vathek em 1859.

## Principais alusões aVathek
- Vathek, um poema sinfónico escrito em 1913, composto por Luís de Freitas Branco, foi inspirado neste romance.[35]
- Outro poema sinfônico com o mesmo título veio de Horatio Parker em 1903.[36]
- O músico espanhol Luis Delgado publicou um álbum chamado Vathek (1982), inspirado na obra literária.[37]